# Баянжаргалан (Дундговь)
Баянжаргалан (монг. Баянжаргалан) — сомон аймака Дундговь в центральной части Монголии, площадь которого составляет 3 189 км². Численность населения по данным 2007 года составила 1 305 человек.
Центр сомона — посёлок Аргатай, расположенный в 150 километрах от административного центра аймака — города Мандалговь и в 286 километрах от столицы страны — Улан-Батора.

## География
Сомон расположен в центральной части Монголии. Граничит с соседними аймакоми Дорноговь и Говь-Сумбэр. На территории Баянжаргалана располагаются горы Хараат, Их Бор, Хавирга, Дэлгэр, Хонгор Овоо, Баянцогт.
Из полезных ископаемых в сомоне встречаются бурый уголь, железная руда, керамическая глина, плавиковый шпат, каменная руда, белый мрамор.

## Климат
Климат резко континентальный. Средняя температура января -15-20 градусов, июля +16-22 градусов. Ежегодная норма осадков 100-150мм.

## Фауна
Животный мир Баянжаргалана представлен дикими козлами, антилопами, дикими степными кошками, лисами, тарбаганами.

## Инфраструктура
В сомоне есть школа, культурный и торговый центры.

## Известные уроженцы
- Пунцагийн Бадарч, монгольский народный писатель, поэт.